# Bürgermeisterei Wermelskirchen
Die Bürgermeisterei Wermelskirchen war im 19. Jahrhundert eine Bürgermeisterei im Kreis Lennep der preußischen Rheinprovinz, die von 1938 bis 1975 als Amt Wermelskirchen fortbestand. Sie ging aus Teilen des mittelalterlichen bergischen Amtes Bornefeld (ab 1555 Amt Bornefeld-Hückeswagen) hervor, dass 1806 unter den Franzosen aufgelöst wurde und in eigenständige Kantone und Mairies unterteilt wurde. Unter Preußen wurde die Mairie Wermelskirchen in die Bürgermeisterei Wermelskirchen umgewandelt.

## Hintergrund und Geschichte
Das Herzogtum Berg gehörte zuletzt aufgrund von Erbfällen zum Besitz Königs Maximilian I. Joseph von Bayern. Am 15. März 1806 trat er das Herzogtum an Napoleon Bonaparte im Tausch gegen das Fürstentum Ansbach ab. Dieser übereignete das Herzogtum an seinen Schwager Joachim Murat, der es am 24. April 1806 zusammen mit den rechtsrheinischen Grafschaften Mark, Dortmund, Limburg, dem nördlichen Teil des Fürstentums Münster und weiteren Territorien zu dem Großherzogtum Berg vereinte.
Bald nach der Übernahme begann die französische Verwaltung im Großherzogtum neue und moderne Verwaltungsstrukturen nach französischem Vorbild einzuführen. Bis zum 3. August 1806 ersetzte und vereinheitlichte diese Kommunalreform die alten bergischen Ämter und Herrschaften. Sie sah die Schaffung von Départements, Arrondissements, Kantone und Munizipalitäten (ab Ende 1808 Mairies genannt) vor und brach mit den alten Adelsvorrechten in der Kommunalverwaltung. Am 14. November 1808 war dieser Prozess nach einer Neuordnung der ersten Strukturierung von 1806 abgeschlossen, die altbergischen Honschaften blieben dabei häufig erhalten und wurden als Landgemeinden den jeweiligen Mairies eines Kantons zugeordnet. In dieser Zeit wurde die Munizipalität bzw. Mairie Wermelskirchen als Teil des Kanton Lennep im Arrondissement Elberfeld geschaffen.
Ihr gehörten das Kirchspiel Wermelskirchen, unterteilt in die Oberhonschaft und Dorfhonschaft, sowie die altbergische Gemeinde Fünfzehnhöfe an.
1813 zogen die Franzosen nach der Niederlage in der Völkerschlacht bei Leipzig aus dem Großherzogtum ab und es fiel ab Ende 1813 unter die provisorische Verwaltung durch Preußen im sogenannten Generalgouvernement Berg, die es 1815 durch die Beschlüsse des Wiener Kongreß endgültig zugesprochen bekamen. Mit Bildung der preußischen Provinz Jülich-Kleve-Berg 1816 wurden die vorhandenen Verwaltungsstrukturen im Großen und Ganzen zunächst beibehalten und unter Beibehaltung der französischen Grenzziehungen in preußische Landkreise, Bürgermeistereien und Gemeinden umgewandelt, die häufig bis in das 20. Jahrhundert Bestand hatten. Der Kanton Lennep wurde zum Kreis Lennep, die Mairie Wermelskirchen zur Bürgermeisterei Wermelskirchen.
1815/16 lebten zusammen 4.319 Einwohner in der Bürgermeisterei. Laut der Statistik und Topographie des Regierungsbezirks Düsseldorf besaß die Bürgermeisterei 1832 eine Einwohnerzahl von gesamt 5.328, die sich in 484 katholische und 4.844 evangelische Gemeindemitglieder aufteilten. Die Wohnplätze der Bürgermeisterei umfassten zusammen zwei Kirchen, neun öffentliche Gebäude, 673 Wohnhäuser, elf Fabrikationsstätten und Mühlen und 538 landwirtschaftliche Gebäude.

## Gliederung der Bürgermeisterei
Die Bürgermeisterei war bis 1873 in drei Gemeinden mit gesonderten Haushalten aufgeteilt:
- Wermelskirchener Dorfhonschaft mit den Wohnplätzen (Stand 1832, originale Schreibweise)

Osterkusen, Bollinghausen, Hunger, Heidt, Oberwinkelhausen, Buschhausen, Stolzenberg, Unterwinkelhausen, Horath, Neuenhof, Untersellscheid, Obersellscheid, Feld, Dorn, Pohlhausermark, Röttgen, Oberpohlhausen, Unterpohlhausen, Aecker, Zurmühle,  Heintgesmühle, Preyersmühle, Wolfhagerhammer, Oberkenkhausen, Zenshäuschen, Wustbach, Wirtzmühle, Pferdsfeld, Hopfenkamp, Wermelskirchen, Schwanen, Linde, Oberweg, Führershäuschen, Neuenfeld und Voßhäuschen.
- Wermelskirchener Oberhonschaft mit den Wohnplätzen (Stand 1832, originale Schreibweise)

Unterkackhausen, Dorfmüllershammer, Dorfmüllerskotten, Berghausenwüsten, Neuenhaus, Neuenhof, Struck, Berghausen, Frankenthurn, Mebusmühle, Walkmühle, Lüfferkusen, Wüstenhof, Espe, Neuenhöhe, Tockelhausen, Oberstrassen, Jägerhaus, Born, Kallenberg, Buchholzen, Oberdurholzen, Dreibäumen, Well, Stübgen, Mühlenteich, Habenichts, Obereipringhausen, Kuhle, Untereipringhausen, Eipringhausermühle, Süppelbach, Kovelsberg, Höhe, Elbringhausen und Belten.
- Fünfzehnhöfe mit den Wohnplätzen (Stand 1832, originale Schreibweise)

Beeck, Buchholzen, Durchsholz, Hackenberg, Greul, Hasenberg, Jägerhaus, Krebsholl, Krebsoege, Lehmkuhle, Leverkusen, Müllersberg, Nagelsbergermark, Nagelsberg, Piepersberg, Schneppendahl, Spaniermühle und Stöckden.

## Umstrukturierungen
1873 wurde die Wermelskirchener Niederhonschaft (auch Niederwermelskirchen genannt) aus der benachbarten Bürgermeisterei Dabringhausen herausgelöst und zusammen mit der Wermelskirchener Dorfhonschaft und der Wermelskirchener Oberhonschaft zur Stadt Wermelskirchen vereint. Dabei wurde Teilbereiche der Niederhonschaft an die Gemeinden Dhünn und Burscheid und die Bereiche der Oberhonschaft nördlich des Eschbachs an die Bürgermeisterei Remscheid abgegeben. Auch die Gemeinde Fünfzehnhöfe wurde aus der Bürgermeisterei Wermelskirchen herausgenommen und in eine eigene Bürgermeisterei umgewandelt.
1929 wurde der Kreis Lennep aufgelöst und Wermelskirchen kam zum neu geschaffenen Rhein-Wupper-Kreis. Dabei entfiel auch der Status einer Bürgermeisterei für Wermelskirchen, der seit der Stadtgründung für den Ort nur eine untergeordnete Rolle im kommunalen Ordnungssystem besaß. 1938 wurde das benachbarten Amt (ehemalige Bürgermeisterei) Dabringhausen aufgelöst und die amtsangehörigen Gemeinden Dhünn und Dabringhausen dem neu gegründeten Amt Wermelskirchen zugeordnet, das bis 1975 aus der Stadt Wermelskirchen und diesen beiden eigenständigen Gemeinden bestand.
Im Rahmen der nordrhein-westfälischen Kommunalreformen der 1970er Jahre (Köln-Gesetz) wurde das Amt Wermelskirchen mit Wirkung zum 1. Januar 1975 aufgelöst und die Gemeinden Dhünn und Dabringhausen in die hierdurch erweiterte Stadt Wermelskirchen eingemeindet.